# Ferdinand Wollenschläger
Carl Ferdinand Eberhard Wollenschläger (* 17. September 1976 in Würzburg) ist ein deutscher Rechtswissenschaftler und Hochschullehrer.

## Leben
Ferdinand Wollenschläger ist ein Sohn von Michael Wollenschläger. Er machte 1995 sein Abitur am Deutschhaus-Gymnasium in Würzburg und begann 1996 sein Studium der Rechtswissenschaft an der Ludwig-Maximilians-Universität München als Stipendiat der Studienstiftung des deutschen Volkes und der Stiftung Maximilianeum. Das zweite juristische Staatsexamen konnte er 2004 als Jahrgangsbester absolvieren. 2006 beendete er seine Promotion bei Peter M. Huber zum Thema ‚Grundfreiheit ohne Markt. Die Herausbildung der Unionsbürgerschaft im unionsrechtlichen Freizügigkeitsregime‘. 2010 erfolgte (ebenfalls bei Huber) die Habilitation zum Thema ‚Verteilungsverfahren. Die staatliche Verteilung knapper Güter: Verfassungs- und unionsrechtlicher Rahmen, Verfahren im Fachrecht, bereichsspezifische verwaltungsrechtliche Typen- und Systembildung‘. Im August 2011 nahm er einen Ruf an die Universität Augsburg an. Er berät als Sachverständiger zahlreiche Landesparlamente, Bundestag und Bundesrat sowie Europäisches Parlament und Europäische Kommission.

## Schriften
- Grundfreiheit ohne Markt: Die Herausbildung der Unionsbürgerschaft im unionsrechtlichen Freizügigkeitsregime. Mohr Siebeck, Tübingen 2007 (Dissertation, Universität München, 2006).
- mit Peter M. Huber: Einheimischenmodelle: Städtebauliche Zielverwirklichung an der Schnittstelle von europäischem und nationalem, öffentlichem und privatem Recht. Duncker & Humblot, Berlin 2008.
- Verteilungsverfahren: Die staatliche Verteilung knapper Güter. Verfassungs- und unionsrechtlicher Rahmen, Verfahren im Fachrecht, bereichsspezifische verwaltungsrechtliche Typen- und Systembildung. Mohr Siebeck, Tübingen 2010 (Habilitationsschrift, Universität München, 2010).